# Washington (Schiff, 1837)
| Washington               | US Coast Guard                                                   |
| Washington               | Washington                                                       |
| Dienstzeit               | Dienstzeit                                                       |
| ------------------------ | ---------------------------------------------------------------- |
| Stapellauf:              | 4. Februar 1837 (US Revenue Marine)                              |
| Indienststellung:        | vor November 1837                                                |
| Außerdienststellung:     | nicht erfolgt                                                    |
| Schicksal:               | 1861 von der Confederate States Navy übernommen, 1862 aufgegeben |
| Allgemeine Eigenschaften |                                                                  |
| Wasserverdrängung:       | Standard: ca. 190 ts                                             |
| Länge:                   | ca. 91 ft (ca. 30,3 m)                                           |
| Breite:                  | ca. 21 ft, 2 inch (ca. 7,1 m)                                    |
| Tiefgang:                | ca. 8 ft (2,4 m)                                                 |
| Bewaffnung:              | 10 Kanonen und nach 1860 1 × 42 Pfünder (auf Mittelpivotlafette) |

Die Washington war ein „Revenue cutter“ in der United States Navy. Sie entdeckte die Amistad, nachdem diese 1839 von den sich an Bord befindlichen Sklaven in einer Meuterei übernommen worden war.

## Einsatzgeschichte
Die Washington war der zweite Kutter und das sechste Schiff dieses Namens in der U.S. Navy. Namensgeber war (wahrscheinlich) Peter G. Washington, Angestellter des Schatzamtes, dann Büroleiter des „6th Auditor“, danach „1st Assistant Postmaster General“ (1. stellvertretender General-Postmeister) und schließlich „Assistant Secretary of the Treasury“ (Stellvertretender Finanzminister.) Am 6. Juli 1837 erfolgte die Baugenehmigung und am 1. August 1837 die Namensvergabe. Die Aufsicht über den Bau führte Captain H.D. Hunter, U.S. Revenue Marine.
Der Bau der Washington erfolgte außergewöhnlich schnell, bereits am 11. November 1837 erging der Befehl für die „Winter cruising“ (Winter-Patrouillenfahrt) vor der Ostküste zwischen New York City und den Kaps von Virginia. Am 18. Dezember lief sie zu ihrer ersten Fahrt aus. In den Jahren 1838 und 1839 führte sie im Winter Patrouillenfahrten durch und im Sommer wurde das Seegebiet dieses Bereichs vermessen und katalogisiert. Bereits 1838 wurde sie in Baltimore von einem Schoner zu einer Brigg umgebaut.
Während das Schiff in den Sommermonaten 1839 zwischen Gardiner’s Point und Montauk Point, (New York) kreuzte, erfuhr man an Bord von den Vorkommnissen um die Amistadt. Am 26. August 1839 sichtete die Washington ein vor Anker liegendes Schiff, das ein verdächtiges Aussehen hatte (suspicious-looking vessel). Der Kommandant der Washington, Lieutenant Thomas R. Gedney, USN, sandte daraufhin ein bewaffnetes Kommando an Bord dieses Schiffes, das herausfand, dass es sich um den Schoner Amistad aus Havanna handelte. Sie war etwa zwei Monate vorher von der afrikanischen Westküste abgesegelt und hatte ursprünglich neben der kleinen Besatzung zwei weiße Passagiere und 54 afrikanische Sklaven an Bord. Fahrtziel war Guanaja und Kuba. Vier Tage nach Verlassen des afrikanischen Hafens hatten sich die Sklaven erhoben und den Kapitän und die Besatzung getötet, die beiden Passagiere jedoch am Leben gelassen, um sie dazu zu bringen, das Schiff nach Afrika zurückzuführen.
Die Washington verbrachte die Amistadt nach New London (Connecticut).
Am 23. April 1840 wurde die Washington zur „Coast Survey“, dem Vorgänger der heutigen National Oceanic and Atmospheric Administration versetzt. Hier war es für die nächsten zwölf Jahre an der Ostküste mit Vermessungsaufgaben beschäftigt. Obwohl sich das nach einer ruhigen Aufgabe anhörte, waren doch große Schwierigkeiten vorhanden, da immer wieder heftige Stürme durchgestanden werden mussten. Im Jahre 1846 geriet die Brigg in der Chesapeake Bay in einen schweren Sturm, bei dem sie entmastet wurde und nur unter größten Schwierigkeiten in den Hafen zurückkehren konnte. Bei dieser Aktion waren elf Mann über Bord gegangen, einschließlich des Kommandanten, Lieutenant George M. Bache.
Bei Beginn des Mexikanisch-Amerikanischen Krieges gehörte die Washington zum Geschwader von Matthew C. Perry. Unter dem Kommando von Lieutenant Commander Samuel Phillips Lee war sie am 16. Juni 1847 an der zweiten Schlacht von Villahermosa beteiligt, was zur Eroberung von Tabasco führte. Sie gab dann sechs Offiziere und 30 Matrosen an ein 1173 Mann starkes Landungskommando ab, das unter dem Befehl von Captain S.L. Bresse die mexikanische Befestigung bei Tuxpan angriff und eroberte.
Ab dem 18. Mai 1852 wieder dem Schatzamt/Finanzministerium unterstellt, wurde das Schiff nach New York verlegt und umfangreichen Instandsetzungsmaßnahmen unterzogen, was bis zum frühen Winter andauerten. Die Arbeiten waren am 9. Dezember 1852 abgeschlossen. Das Schiff verblieb für die nächsten sechs Jahre in New York stationiert und operierte lediglich in den lokalen Gewässern.
Der Kutter nahm in der zweiten Januarwoche 1854 an der Suche nach dem verschollenen Dampfschiff San Francisco teil. Zu dieser Suche waren nahezu gleichzeitig fünf Revenue cutters aus ihren Heimathäfen von New London (Connecticut) bis Wilmington (Delaware) und von Norfolk (Virginia) bis New York ausgelaufen, konnten das vermisste Schiff jedoch nicht finden.
Im Frühjahr 1859 wurde der Kutter in den Golf von Mexiko beordert, um den dort stationierten Kutter Robert McClelland abzulösen. Kurze Zeit später traf die Washington in Louisiana am Southwest Pass (Plaquemines Parish) ein. Dort blieb sie bis 1861. Als sie im gleichen Jahr von der Robert McClelland wieder abgelöst werden sollte, kam es nicht mehr dazu, da inzwischen der Amerikanische Bürgerkrieg ausgebrochen war und die Behörden des Staates Louisiana das Schiff beschlagnahmten. Weitere Informationen über das Fahrzeug sind spärlich, Commodore David Dixon Porter meldete im Juni 1861, dass das (wahrscheinlich umbenannte) Schiff in New Orleans ausgerüstet worden sei und womöglich ein Auslaufen bald stattfinden könne. Über den weiteren Verbleib des Schiffes ist nichts bekannt, eventuell wurde es 1862 im Mississippi River von den Konföderierten aufgegeben oder abgebrochen.

## Schiffsname
Es konnte nicht geklärt werden, ob das Schiff nur Washington (wie in den Listen der US Navy angegeben) oder in Wirklichkeit Peter G. Washington hieß. Letzteres wird von der „National Oceanic and Atmospheric Administration“ (United States Department of Commerce) so angegeben, wobei die Strittigkeit jedoch nicht infrage gestellt wird.
Die Navy gibt auch an, das Schiff sei nach George Washington benannt worden, während hingegen die Angaben der „National Oceanic and Atmospheric Administration“ schlüssiger erscheinen müssen, da es sich schließlich um ein Fahrzeug der Finanzverwaltung gehandelt hat.